# Краснодарское водохранилище

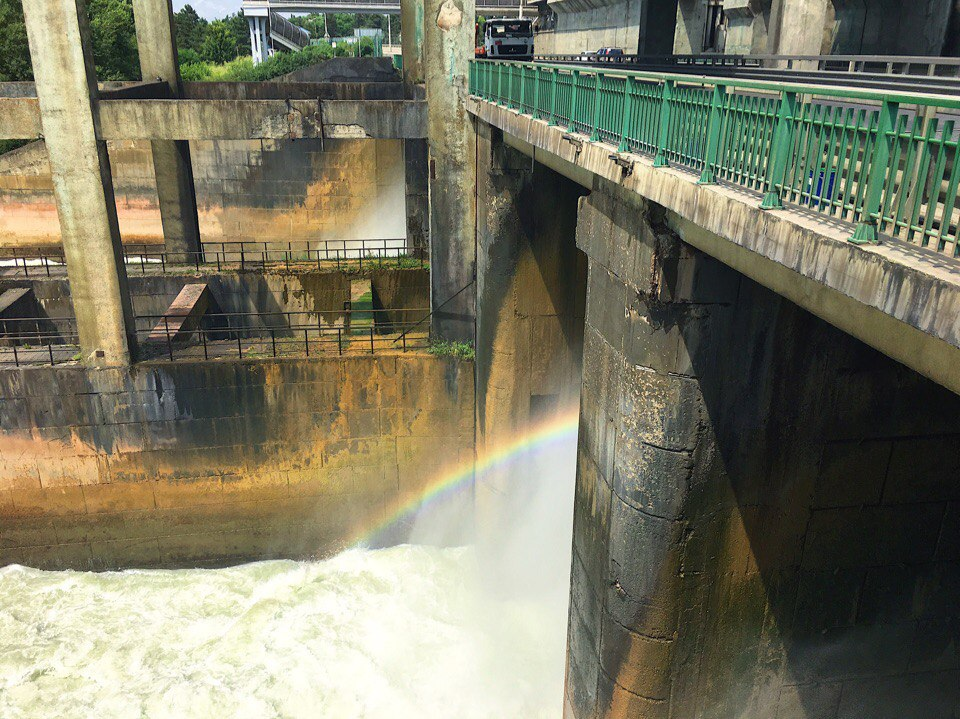
Шлюзы Краснодарского водохранилища

Краснода́рское водохрани́лище (также Кубанское море)— искусственный водоём на реке Кубань в Краснодарском крае и Республике Адыгее России. Крупнейшее водохранилище на Северном Кавказе.

## История
22 июля 1967 года Совмином СССР было утверждено проектное задание на строительство Краснодарского водохранилища на реке Кубани.
Были разработаны мероприятия по переселению населения, переносу на новые места и сносу строений и сооружений в связи со строительством водохранилища. При создании водохранилища были затоплены плодородные земли с двадцатью аулами и хуторами, 5 братских могил, перенесено 28 кладбищ, вырублено более 16 тысяч гектаров леса. Всё население было переселено во вновь построенные город Адыгейск (Теучежск) и посёлок Тлюстенхабль.
Было наполнено в 1973—1975 годах и 4 декабря 1975 года принято в эксплуатацию.
Восточная часть нового водохранилища включила в себя созданное в 1940 году Тщикское водохранилище.

## Основные характеристики
Площадь — 420 км², объём — от 2,0 км³ до 3,1 км³ (регулируется, уровень воды колеблется на 8 м). Длина — 46 км, максимальная ширина — 20 км, средняя ширина - 10 км.  Средняя глубина водоема 5,5 м, у плотины — 20 м.

## Хозяйственное значение
Целью создания Краснодарского водохранилища была организация чекового рисоводства и борьба с сезонными паводками в низовьях Кубани.
Организованное первоначально по водохранилищу судоходство в настоящее время прекращено, из-за обмеления, вызванного речными наносами. В водохранилище непосредственно впадают левые притоки Кубани (с востока на запад) Белая, Пшиш, Марта, Апчас, Шундук, Псекупс. В 1992 году Верховный совет Адыгеи принял решение о поэтапном спуске Краснодарского водохранилища, однако после переговоров с администрацией Краснодарского края было решено не осушать водохранилище, а понизить в нём уровень воды.

## Перспективы
В начале 2008 года было сообщено о проекте строительства Адыгейской ГЭС, которая будет использовать существующее водохранилище для производства электрической энергии. По состоянию на 2009 год в отношении Юрия Джабатырова, гендиректора компании «Адыгейская ГЭС», расследовалось уголовное дело. Его подозревали в подделке документов, которые позволили компании зарегистрировать право собственности на строительные объекты и выкупить вне конкурса 8,8 га муниципальных земель. По состоянию на 2023 год строительство ГЭС не осуществлялось.